# Mari Luz Canaquiri
Mari Luz Canaquiri (Shapajilla, Parinari,  Departamento de Loreto) es una activista ambiental, productora y lideresa indígena perteneciente a la comunidad Kukama kukamiria. Debido a su labor en la defensa del Río Marañón, recibió el galardón ambiental más importante a nivel internacional: el Premio Goldman 2025.

## Biografía
Mari Luz nació en la comunidad de Shapajilla, distrito de Parinari. Desde niña fue testigo de los derrames de petróleo, de sus consecuencias en la salud de su pueblo y de la muerte de la fauna marina base de su alimentación.
A los 13 años dejó los estudios para apoyar a su familia y trabajó como ama de llaves y niñera en la ciudad de Iquitos.
Luego de un derrame en el año 2000, decidió fundar la Federación de Mujeres Indígenas Kukama - Huaynakana Kamatahuara Kana. Ha participado como expositora en la Conferencia de las Naciones Unidas sobre el Agua, en Nueva York, emprendió litigios ambientales y ha sido galardonada por su labor.

## Activismo ambiental

### Federación de Mujeres Kukamas
Luego de un derrame de petróleo en el año 2000, Mari Luz y otros líderes se reunieron para organizarse frente al desastre. Ella notó la escasa visibilidad y participación de liderazgos femeninos, por lo que decidió fundar la Federación de Mujeres Indígenas Kukama - Huaynakana Kamatahuara Kana (“Mujeres Trabajadoras”, o la HKK) en 2001.
La Federación, presidida por Canaquiri, promueve la igualdad de género y el empoderamiento femenino con el fin de defender sus cuerpos, sus derechos y su territorio.
Desde su fundación, la Federación creció hasta articular a 29 comunidades del pueblo kukama, convirtiéndose en el referente más fuerte de la lucha contra la contaminación y por la protección del río Marañón.

### Karuara, la gente del río
Mari Luz coprodujo y protagonizó la película Karuara, la gente del río, la cual narra, desde una perspectiva espiritual y profunda, que el Río Marañón es un ser vivo en el que habitan los espíritus karuaras.
Mediante esta película se denuncia un genocidio cultural y se hace un llamado a la acción para salvar la Amazonía. También se invita a conocer y comprender las tradiciones y la conexión entre el pueblo kukama y la selva.
La película ganó los premios a Mejor Película Peruana y Mejor Película del Público en el Festival de Cine de Lima 2024.

### La Conferencia del Agua
En marzo de 2023, Mari Luz se presentó en la Conferencia Mundial del Agua de las Naciones Unidas, realizada en Nueva York. Expuso que, para la existencia de las mujeres kukama, el agua era fundamental y que el río era sagrado. Pidió que se reconozcan sus voces y su trabajo, así como la lucha que llevan adelante por las próximas generaciones.
Participó en la mesa “Colaboración Radical para la Resiliencia” y en el evento “Derechos de la Naturaleza: La conexión que falta para mejorar e implementar los Objetivos de Desarrollo Sostenible sobre el Agua”.

### El río Marañón es declarado sujeto de derecho
La Federación Huaynakana Kamatahuara Kana, liderada por Canaquiri, con el apoyo del Instituto de Defensa Legal e International Rivers y Earth Law Center, demandó al Estado y a las autoridades peruanas por los daños causados al río Marañón debido a los múltiples derrames de petróleo del Oleoducto Norperuano, operado por la empresa Petroperú.
La demanda de 2021 buscaba que el río Marañón y sus afluentes fueran  reconocidos como titulares de derecho para que se reconocieran sus derechos a existir, fluir, apoyar la biodiversidad nativa y permanecer libres de contaminación, entre otros.
En 2024, el Juzgado Mixto de Nauta, en Loreto, decidió reconocer al río Marañón como sujeto de derechos inherentes; instó a las autoridades a proteger los derechos del pueblo kukama como representantes, guardianes y defensores del río; y determinó que los responsables debían asumir compromisos medioambientales para garantizar el adecuado transporte de hidrocarburos.
Sin embargo, el Ministerio del Ambiente, la Autoridad Nacional del Agua y Petroperú presentaron apelaciones para revocar la decisión. La Sala Civil de la Corte de Loreto confirmó el fallo de primera instancia y estableció que los derechos reconocidos al río deben enmarcarse en su protección, conservación, mantenimiento y uso sostenible. Además, ordenó a Petroperú realizar un mantenimiento efectivo, inmediato e integral del Oleoducto Norperuano.
Este caso es considerado un hito en la lucha por los derechos de la naturaleza en el Perú y el mundo, y ha servido de inspiración para que otras comunidades indígenas inicien procesos similares.

## Premios

### Premio Terre de Femmes
Mari Luz Canaquiri ganó el Premio de la Fundación Yves Rocher Terre de Femmes Internacional 2023.
Este reconocimiento significó para ella un alivio y la esperanza de que el trabajo de la Federación estaba siendo escuchado, y que les daría fuerzas para seguir luchando por el río, sus derechos y el futuro de la comunidad. Asimismo, comentó que la comunidad nunca esperó un reconocimiento internacional porque en su propio país no se les da ese espacio.

### Goldman Environmental Prize
En 2025, Canaquiri Murayari recibió el "Premio Nobel Verde" por su trabajo constante y prolongado frente a la Federación de Mujeres Indígenas Kukama, y la defensa de los derechos ambientales que tuvo como resultado la histórica sentencia judicial que reconoció como sujeto de derecho al río Marañón.
En su discurso Mari Luz agradeció a sus padres por su ejemplo en el cuidado de la Amazonía; sus hijos y nietos, que la han acompañado en su trabajo como lideresa indígena; y a sus hermanos y hermanas, que dieron su vida en la defensa de la Madre Naturaleza, sus territorios, ríos y la vida.

También se pronunció sobre la crisis política que vive el Perú señalando: 
“Estamos viviendo una crisis política muy grande. Ha sido muy duro hacer llegar nuestras voces como mujeres indígenas en este momento difícil. Tenemos una mandataria autoritaria que está en contra de los pueblos indígenas, de los defensores y defensoras de nuestra naturaleza. Hay políticos en contra de la naturaleza, que ponen leyes que la amenazan grandemente".